# Liste von Alleen in Wuppertal
In der Liste von Alleen in Wuppertal sind geschützte Alleen nach § 41 LNatSchG NRW im Stadtgebiet Wuppertal aufgeführt, die einen Eintrag im Alleenkataster des Landes NRW haben.
| Bild           | Kennung   | Bezeichnung und Lage | Länge  |
| -------------- | --------- | --- | ------ |
| weitere Bilder | AL-W-0001 | Spitzahornallee an der Straße „Windfoche“ (L 411) Im Stadtbezirk Langerfeld-Beyenburg, entlang der Straße Windfoche und der Landesstraße 411.                            | 3634 m |
| weitere Bilder | AL-W-0002 | Fichtenallee auf dem katholischen Friedhof Im Stadtbezirk Barmen, Katholischer Friedhof Liebigstraße.                                                                    | 116 m  |
| weitere Bilder | AL-W-0003 | Platanenallee an der Liebigstraße Im Stadtbezirk Barmen, entlang der Liebigstraße.                                                                                       | 352 m  |
| weitere Bilder | AL-W-0004 | Lindenallee an einer Stichstraße zur Uellendahler Straße Im Stadtbezirk Elberfeld, entlang einer Stichstraße die von der Uellendahler Straße zum Teschemacher Hof führt. | 71 m   |
| weitere Bilder | AL-W-0005 | Ahornallee an der Mozartstraße Im Stadtbezirk Elberfeld, entlang der Mozartstraße.                                                                                       | 191 m  |
| weitere Bilder | AL-W-0006 | Platanenallee an der Augustastraße (L 72) Im Stadtbezirk Elberfeld, entlang der Augustastraße.                                                                           | 490 m  |
| weitere Bilder | AL-W-0007 | Kopf-Lindenallee auf dem evangelisch-lutherischen Friedhof Im Stadtbezirk Oberbarmen, evangelisch-lutherischer Friedhof Friedhofstraße.                                  | 104 m  |
| weitere Bilder | AL-W-0008 | Allee aus Schwedischer Mehlbeere an der Straße „Am Hütter Busch“ Im Stadtbezirk Cronenberg, entlang der Straße Am Hütter Busch.                                          | 102 m  |
| weitere Bilder | AL-W-0009 | Lindenallee an der Ringstraße Im Stadtbezirk Cronenberg, entlang der Ringstraße.                                                                                         | 154 m  |
| weitere Bilder | AL-W-0010 | Berg-Ahornallee an der Herichhauser Straße Im Stadtbezirk Cronenberg, entlang der Herichhauser Straße.                                                                   | 202 m  |
| weitere Bilder | AL-W-0011 | Platanenallee an der Hahnerberger Straße (L 427) Im Stadtbezirk Cronenberg, entlang der Hahnerberger Straße.                                                             | 530 m  |
| weitere Bilder | AL-W-0012 | Rosskastanienallee an der Straße „Zur Waldesruh“ Im Stadtbezirk Elberfeld-West, entlang der Straße Zur Waldesruh.                                                        | 914 m  |
| weitere Bilder | AL-W-0013 | Rotdornallee an der Straße „Am Burgholz“ Im Stadtbezirk Cronenberg, entlang der Straße Am Burgholz.                                                                      | 122 m  |
| weitere Bilder | AL-W-0014 | Birkenallee an der Boeddinghausstraße Im Stadtbezirk Elberfeld-West, entlang der Boeddinghausstraße.                                                                     | 166 m  |
| weitere Bilder | AL-W-0015 | Lindenallee am Pickartsweg Im Stadtbezirk Elberfeld-West, entlang der Straße „Pickartsberg“.                                                                             | 220 m  |
| weitere Bilder | AL-W-0016 | Lindenallee an der Boltenbergstraße Im Stadtbezirk Elberfeld-West, entlang der Boltenbergstraße.                                                                         | 224 m  |
| weitere Bilder | AL-W-0017 | Spitzahornallee in der Jägerhofstraße zwischen Von-der-Heydt-Park und Hermannshöhe Im Stadtbezirk Elberfeld, entlang der Jägerhofstraße.                                 | 480 m  |
| weitere Bilder | AL-W-0018 | Lindenallee an der Worringer Straße Im Stadtbezirk Elberfeld, entlang der Worringer Straße.                                                                              | 500 m  |
| weitere Bilder | AL-W-0019 | Spitzahornallee an der Steinmetzstraße Im Stadtbezirk Vohwinkel, entlang der Steinmetzstraße.                                                                            | 280 m  |
| weitere Bilder | AL-W-0020 | Lindenallee an der Goerdeler Straße Im Stadtbezirk Vohwinkel, entlang der Goerdeler Straße.                                                                              | 260 m  |
| weitere Bilder | AL-W-0021 | Spitzahornallee an der Von-der-Goltz-Straße Im Stadtbezirk Vohwinkel, entlang der Von-der-Goltz-Straße.                                                                  | 290 m  |
| weitere Bilder | AL-W-0022 | Spitzahornallee an der Wrangelallee Im Stadtbezirk Vohwinkel, entlang der Wrangelallee.                                                                                  | 140 m  |